# Calumet (Minnesota)
Calumet es una ciudad ubicada en el condado de Itasca en el estado estadounidense de Minnesota. En el Censo de 2010 tenía una población de 367 habitantes y una densidad poblacional de 89,68 personas por km².

## Geografía
Calumet se encuentra ubicada en las coordenadas 47°19′13″N 93°16′17″O / 47.32028, -93.27139. Según la Oficina del Censo de los Estados Unidos, Calumet tiene una superficie total de 4.09 km², de la cual 4.06 km² corresponden a tierra firme y (0.82%) 0.03 km² es agua.

## Demografía
Según el censo de 2010, había 367 personas residiendo en Calumet. La densidad de población era de 89,68 hab./km². De los 367 habitantes, Calumet estaba compuesto por el 95.91% blancos, el 0.27% eran afroamericanos, el 2.18% eran amerindios, el 0% eran asiáticos, el 0% eran isleños del Pacífico, el 0% eran de otras razas y el 1.63% pertenecían a dos o más razas. Del total de la población el 1.63% eran hispanos o latinos de cualquier raza.